# 66 Девы
66 Девы (лат. 66 Virginis), HD 116568 — тройная звезда в созвездии Девы на расстоянии приблизительно 87 световых лет (около 26,7 парсек) от Солнца. Визуальная звёздная величина звезды — +5,749m. Возраст звезды определён как около 2 млрд лет.

## Характеристики
Первый компонент — жёлто-белая звезда спектрального класса F2, или F3V, или F3-4Vs, или F3,5V. Масса — около 1,259 солнечной, радиус — около 1,299 солнечного, светимость — около 2,85 солнечной. Эффективная температура — около 6544 K.
Второй компонент — оранжевый карлик спектрального класса K2V. Орбитальный период — около 2,479 года.
Третий компонент — красный карлик спектрального класса M. Масса — около 187,46 юпитерианской (0,1789 солнечной). Удалён в среднем на 1,673 а.е..